# Христодулос Матеу
Христодулос Матеу Йоану (на гръцки: Χριστόδουλος Ματθαίου Ιωάννου) е зограф от Негуш от XIX – XX век.

## Биография
Христодулос Матеу е роден в 1859 година в Негуш, тогава в Османската империя, в семейството на видния зограф Матеос Йоану и Лемония, дъщеря на Серет Минас. Първоначално образование Христодулос получава в родния си град, а на 12 години заминава с баща си за Света гора. Учи иконопис при баща си и работи 42 години на Света гора, където организира голяма иконописна школа в Карея. При него учи и видният български зограф Гаврил Атанасов, който става и негов помощник. Негови произведения има в църквите на Света гора, Одеса, Негуш („Свети Николай“, „Сретение Господне“, „Преображение Господне“, „Благовещение Богородично“, „Свети Георги“), Солун („Света София“, където изписва иконостасните икони, „Възнесение Господне“, „Света Богородица Медникарска“), Бер („Свети Антоний“), Писодер, Богатско, сятищката катедрала „Свети Димитър“. Дарява икони на много храмове в родния си град, както и на местния съд и на Лапевата гимназия. Последното му дело са четири икони за Берската гимназия.
Стилът на Христодулос е със силни западни влияния, които започват да се усещат на Света гора в средата на XIX век под влияние на руската и балканската живопис. Христодулос значително по-смело от баща си използва нововъведения в творбите си и намалява традиционните, народни елементи, с които се отличава изкуството на баща му. Затова творбите на Христодулос са високо оценени на Света гора. Дякон Козма Влахос казва за иконите на Христодулос за „Сретение Господне“, новия католикон на „Свети Павел“ от 1901 година: „... царските икони, които изписа карийският зограф Христодулос Матеу от Негуш [са] добър пример за това какво може да постигне живописта на Света гора“.
Христодулос Матеу активно подкрепя и борбата на гръцките чети в Македония срещу българските в началото на XX век. Политическите му възгледи са демократични и макар Негуш да е предимно монархически в политическо отношение, Матеу е венизелист.
В 1909 година построява на мястото на бащината си къща нова къща, която е обявена за паметник на културата.
Умира в 1935 година и е погребан тържествено в родния си Негуш.
- Икони на Христодулос Матеу
- „Свети Йоан Предтеча“
- „Свети Йоан Предтеча“
- „Света Богородица“
- Иконостасът на „Света София“